# Globo de Hunt-Lenox

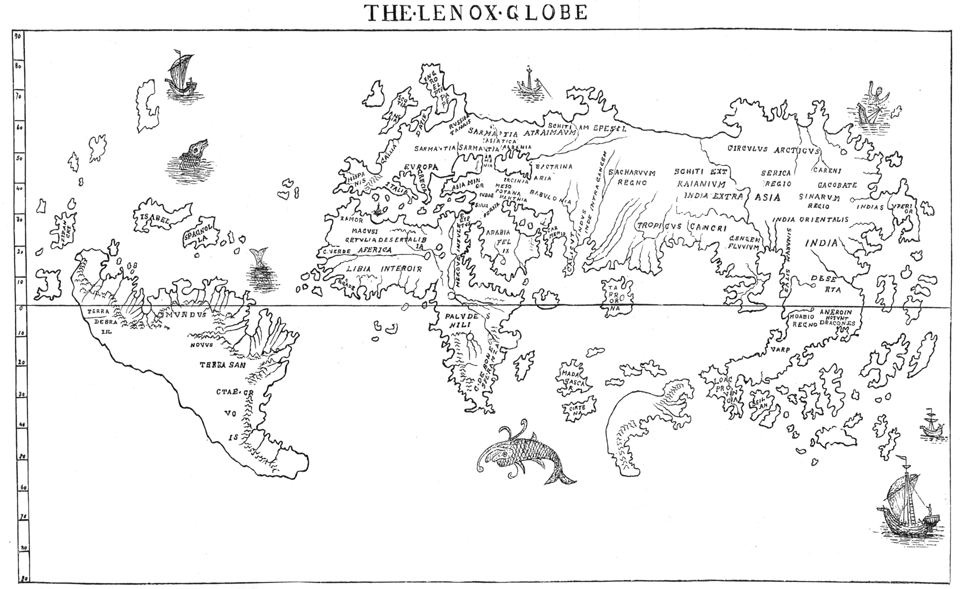
El Globo de Hunt-Lenox, por B. F. De Costa

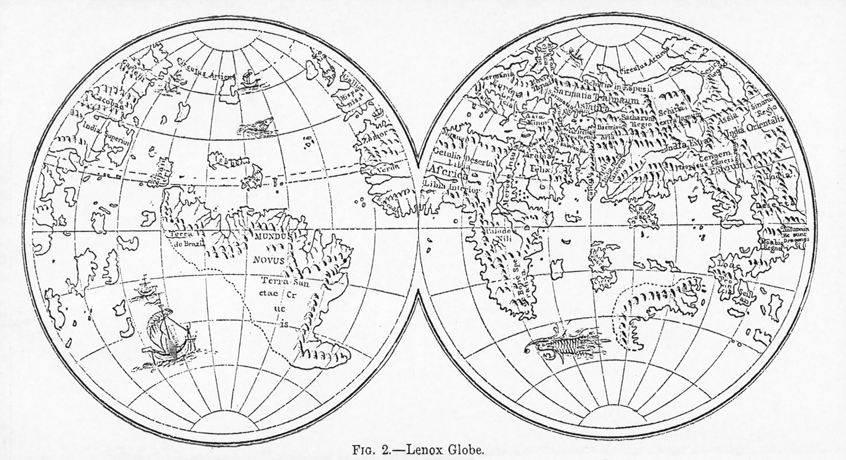
El Globo Lenox. Ilustración de la Enciclopedia Británica, 9a ed. Vol. X, 1874.

El Globo de Hunt-Lenox o Globo de Lenox, datado de ca. 1510, es el segundo o tercer globo terráqueo más antiguo que se conoce, después del Erdapfel de 1492 y su hermano idéntico y aparente prototipo, el Globo Huevo de Avestruz, que data de 1504. Está albergado en la Rare Book Division de la Biblioteca Pública de Nueva York, Estados Unidos.
Como notoriedad, es la única instancia de un mapa histórico que contiene literalmente la mítica frase HC SVNT DRACONES (en latín: hic sunt dracones, que significa «Aquí hay dragones»), que se puede hallar en la península de Indochina.

## Descripción
El Globo de Lenox es un globo de cobre hueco que mide 112 mm de diámetro y 345 mm de circunferencia. Se compone de dos partes unidas por el ecuador, conectadas por una varilla vertical que atraviesa sendos agujeros situados en ambos polos.
Su aspecto es semejante al del Globus Jagellonicus, también datado en torno a 1510.
La oración HC SVNT DRACONES aparece en la costa oriental de Asia, al este de la península de Indochina.

## Contexto
Su origen es enigmático. Fue comprado en Paris en 1855 por el arquitecto Richard Morris Hunt, que se lo dio al bibliófilo James Lenox, cuya colección formó parte de la Biblioteca Pública de Nueva York, donde se conserva el globo.
En sus anotaciones, Henry Stevens comenta haber visto el globo mientras cenaba con Hunt en 1870.